# TuTo Hockey
TuTo Hockey je profesionální finský hokejový tým. Byl založen v roce 1929.

## Medaile
- Mestis:
  - Zlato: 2008
  - Stříbro: 2001
  - Bronz: 2005, 2006